# Ducado de Mazovia
El Ducado de Mazovia (en polaco: Księstwo Mazowieckie) fue un ducado medieval formado cuando el reino polaco de los Piasts se fragmentó en 1138. Estaba localizado en la región histórica de Mazovia al noreste de Polonia. El ducado fue reincorporado al Reino de Polonia de los Jagellones en 1526.

## Historia
Las tierras de los mazovios localizadas al este del río Vístula habían sido conquistadas por el duque Mieszko I de Polonia, de la dinastía de los Piastas (960-992) y formaban una parte constituyente de su Civitas Schinesghe. La diócesis mazoviana de Płock fue establecida en 1075.

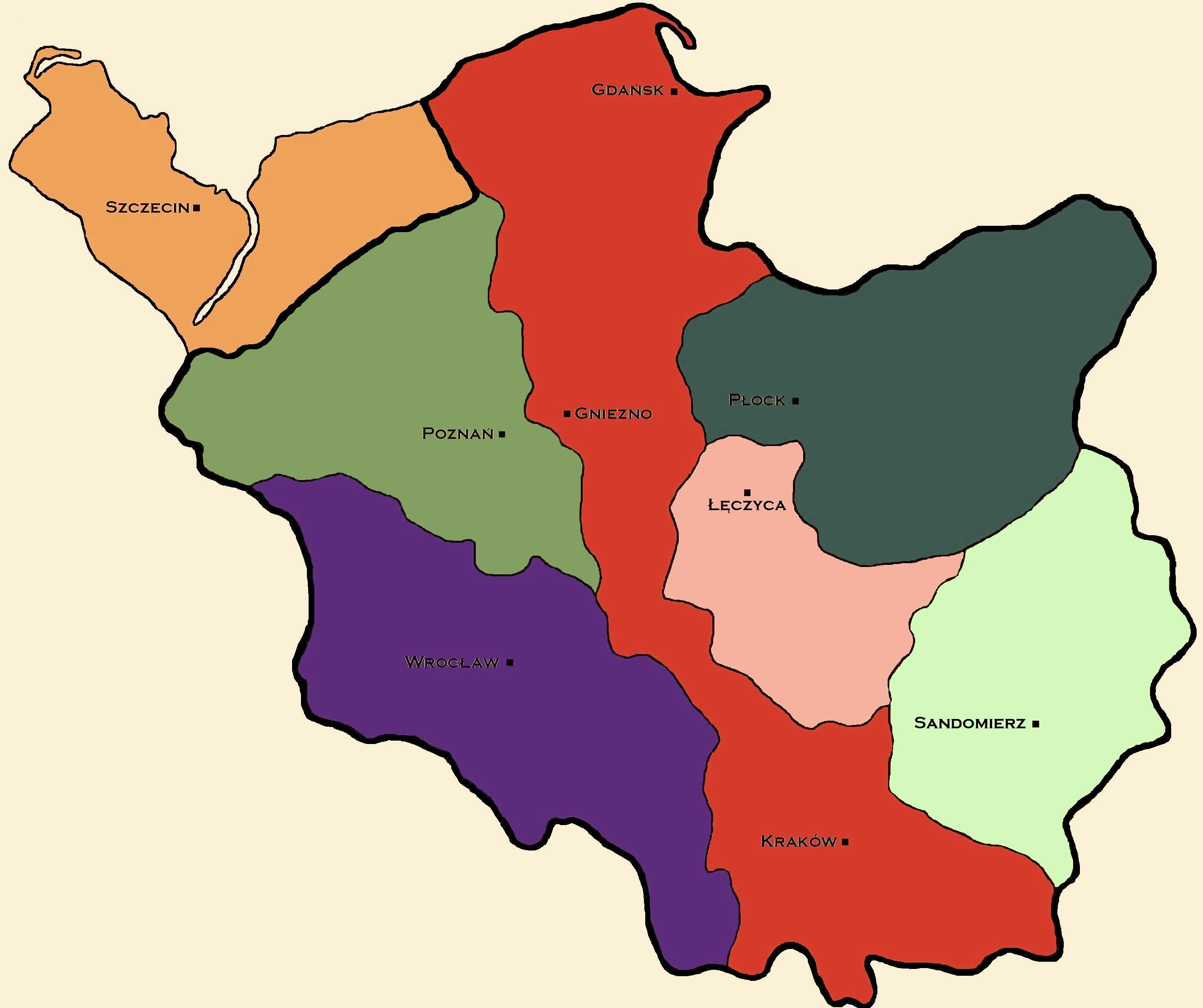
Fragmentación de Polonia en 1138: Boleslao IV el Rizado
Ducado de Mazovia de Bolesław IV

Tras la muerte del duque Bolesław III en 1138, y según su testamento, la provincia de Mazovia fue gobernada por su segundo hijo Bolesław IV el Rizado, que, después de expulsar a su medio hermano Vladislao, en 1146 se convirtió en Gran príncipe (gran duque) de Polonia. Su reino mazoviano comprendía también las tierras adyacentes de Cuyavia (Kujawy) en la orilla oeste del Vistula.
Entre los duques piastas de Mazovia, el sobrino de Boleslao IV, Conrado I fue gran duque polaco entre 1229 a 1232 y nuevamente de 1241 a 1243; fue el gobernante que en 1226 pidió ayuda a la Orden teutónica contra los prusianos paganos que amenazaban la frontera norte de su territorio. A cambio, cedió la Tierra de Chełmno (Kulmerland) prusiana a los caballeros en 1230; según la Bula de Oro de Rimini (datado 1226), emitida por el emperador Hohenstaufen Federico II, estas tierras se convirtieron en el núcleo del Estado de la Orden. En 1233 Conrado entregó Cuyavia a su segundo hijo Casimiro I, mientras Mazovia pasó al primogénito Bolesłao a su muerte en 1247, siendo sucedido por su hermano Siemowit al año siguiente.
Mientras que el hijo de Siemowit, el duque Conrado II (1264-1294) trasladó su residencia a Czersk él y su hermano Bolesłao II comenzaron un largo enfrentamiento sobre el señorío polaco con sus parientes Kujawy y los Piastas de Silesia, lo que les alejó de la monarquía Piasta. Cuándo el reino fue finalmente restaurado en 1295 por la coronación del duque Premislao II de la Gran Polonia, el ducado de Mazovia permaneció independiente.

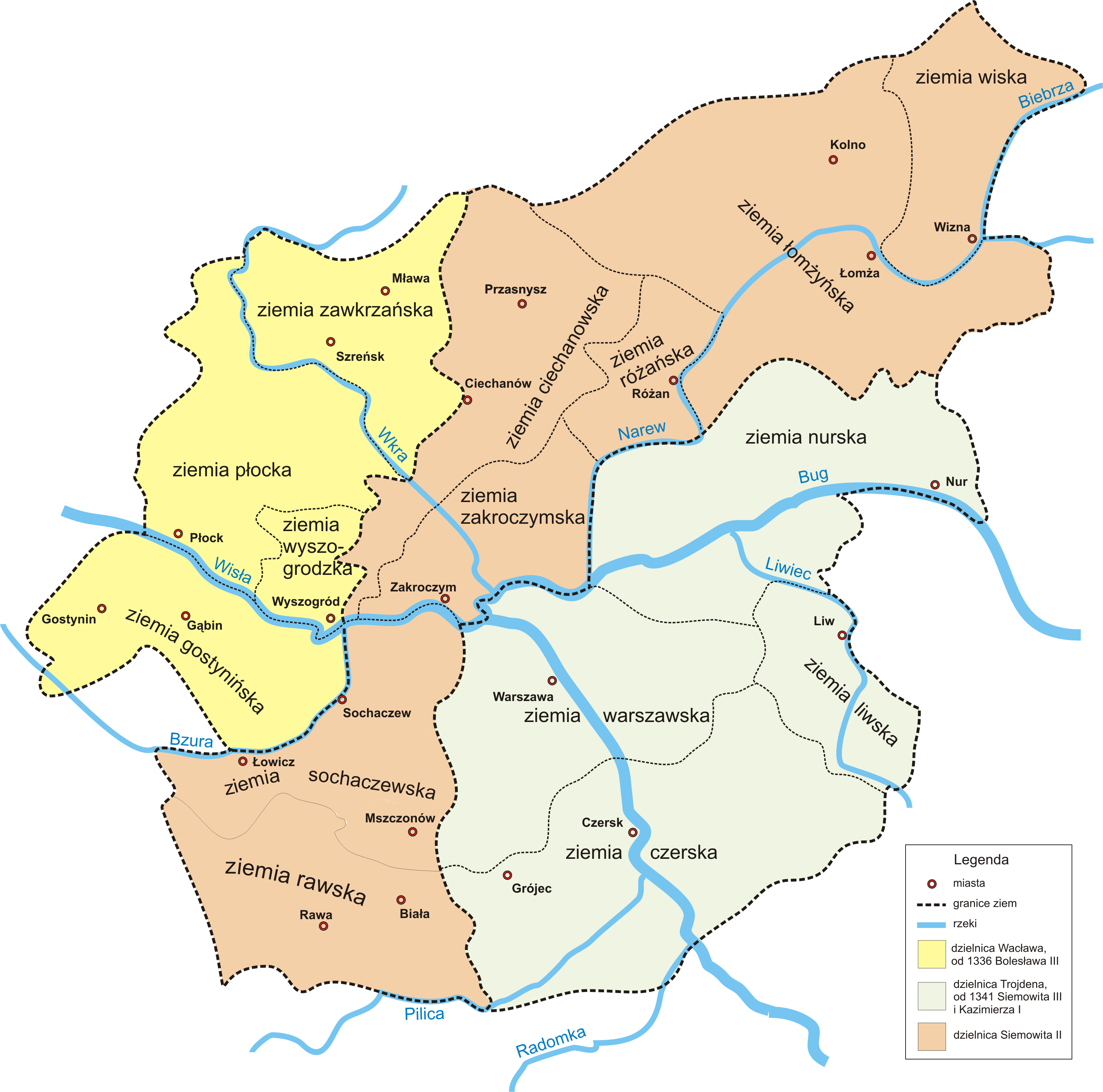
Partición de 1313:
Ducado de Plock bajo Wenceslao
Ducado de Rawa bajo Siemowit II
Ducado de Czersk bajo Trojden I

A la muerte del duque Boleslao II en 1313, Mazovia fue dividida entre sus hijos:
- Siemowit II fue duque en Rawa (hasta 1345)
- Trojden fue duque en Czersk (hasta 1341)
- Wenceslao fue duque en Płock (hasta 1336), seguido por su hijo Boleslao III (hasta 1351)

Ya que ni Siemowit II ni Bolesław III de Płock tuvieron herederos, el hijo de Trojden, Siemowit III (1341-1381) reunificó la mayor parte de Mazovia bajo su dominio; en 1351 él y su hermano Casimiro se convirtieron en vasallos de los reyes polacos, mientras el obispado de Płock siempre había sido parte de la archidiócesis polaca de Gniezno. A la muerte de Siemowit III en 1381, Mazovia fue repartida nuevamente entre sus hijos:
- Janusz I, gobernó como duque en Czersk hasta 1413, cuando trasladó su residencia a Varsovia, seguido por su nieto el duque Boleslao IV (1429-1454)
- Siemowit IV, duque en Rawa y Płock (hasta 1426), también duque de Belz desde 1388

Tras la unión polaco-lituana de Krewo de 1385, Mazovia pasó a ser localizada entre los estados de los jagellones. Los duques de Mazovia gobernaron también el ducado de Belz hasta 1462.
Tras el establecimiento de los voivodatos de Rawa y Płock en 1495 el último hijo superviviente de Boleslao IV, el duque Conrado III Rudy, unió nuevamente Mazovia. Sin embargo, la línea masculina de los Piasts de Mazovia se extinguió a la muerte de su hijo Janusz III en 1526, tras lo que el ducado se convirtió en un voivodato dependiente de la Corona polaca.
Partes de la región meridional de la vecina Prusia orientalrecibió colonos y refugiados religiosos protestantes a los que se conoció como Mazurs. Hacia el siglo XVIII la zona de Prusia Oriental en la que se asentaron era conocida en ocasiones como Masuria (Mazury, Masuren), y estaba habitada por una población protestante de alemanes y polacos.

## Particiones de Mazovia

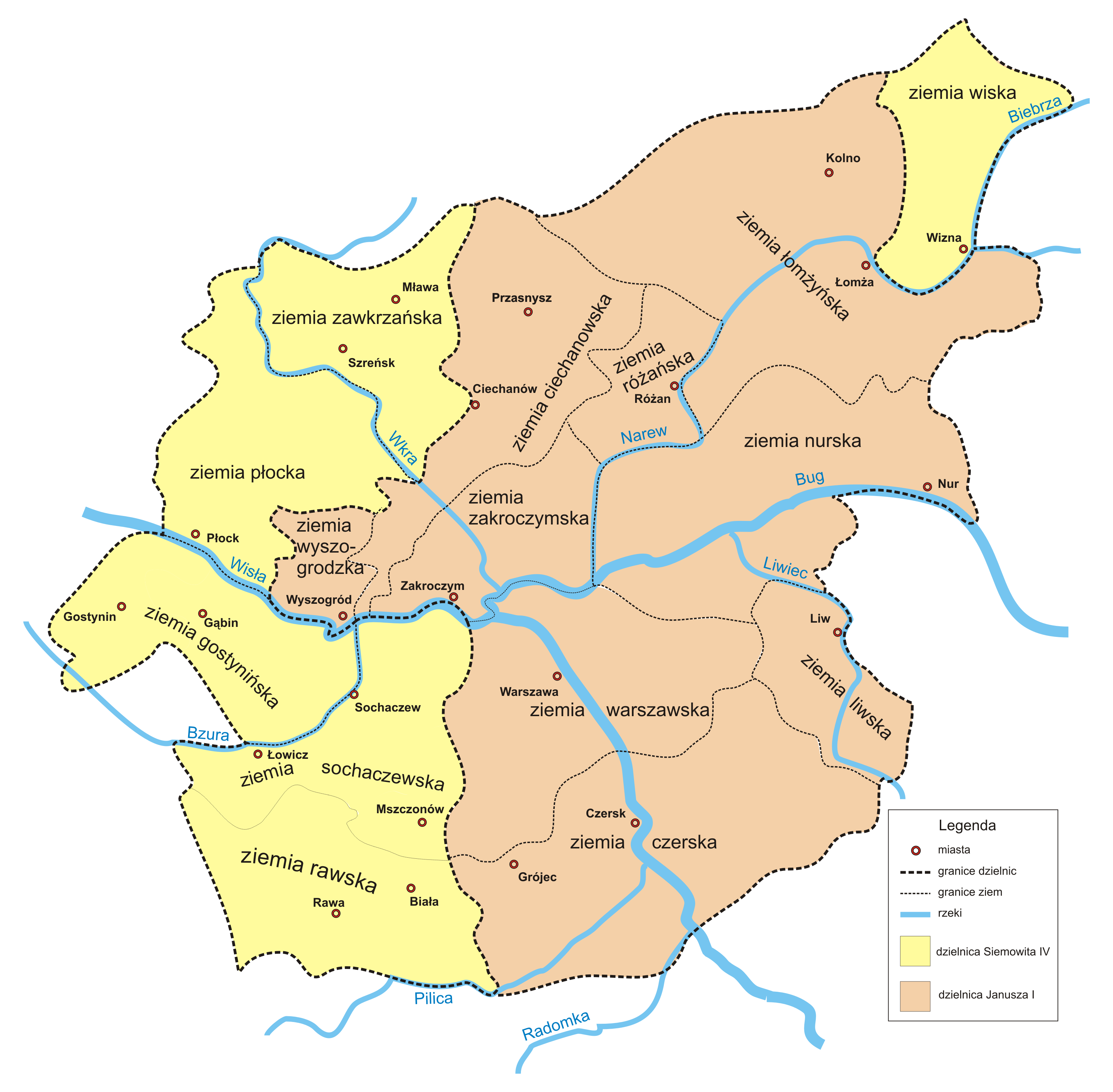
La partición de 1381

El ducado de mazovia sufrió numerosos cambios en sus fronteras a lo largo de su historia, a veces perdiendo y a veces ganando territorio.
| 1138-1275    | Ducado de Mazovia (MAZ)           | Ducado de Mazovia (MAZ)           | Ducado de Mazovia (MAZ)           | Ducado de Mazovia (MAZ)           | Ducado de Mazovia (MAZ)           | Ducado de Mazovia (MAZ)           | Ducado de Mazovia (MAZ)           | Ducado de Mazovia (MAZ)        | Ducado de Mazovia (MAZ)        | Ducado de Mazovia (MAZ)        |                                |                                |                      |                      |                      |
| 1275-1294    | Ducado de Czersk (CZE)            | Ducado de Czersk (CZE)            | Ducado de Czersk (CZE)            | Ducado de Czersk (CZE)            | Ducado de Czersk (CZE)            | Ducado de Płock (PLO)             | Ducado de Płock (PLO)             | Ducado de Płock (PLO)          | Ducado de Płock (PLO)          | Ducado de Płock (PLO)          |                                |                                |                      |                      |                      |
| 1294-1310    | Ducado de Mazovia                 | Ducado de Mazovia                 | Ducado de Mazovia                 | Ducado de Mazovia                 | Ducado de Mazovia                 | Ducado de Mazovia                 | Ducado de Mazovia                 | Ducado de Mazovia              | Ducado de Mazovia              | Ducado de Mazovia              |                                |                                |                      |                      |                      |
| 1310-1313    | Ducado de Czersk                  | Ducado de Czersk                  | Ducado de Czersk                  | Ducado de Czersk                  | Ducado de Czersk                  | Ducado de Mazovia                 | Ducado de Mazovia                 | Ducado de Mazovia              | Ducado de Mazovia              | Ducado de Mazovia              |                                |                                |                      |                      |                      |
| 1313-1345    | Ducado de Varsovia (VAR)          | Ducado de Varsovia (VAR)          | Ducado de Varsovia (VAR)          | Ducado de Varsovia (VAR)          | Ducado de Varsovia (VAR)          | Ducado de Rawa (RAW)              | Ducado de Rawa (RAW)              | Ducado de Płock                | Ducado de Płock                | Ducado de Płock                |                                |                                |                      |                      |                      |
| 1345-1349    | Ducado de Varsovia-Rawa (RAW-RAW) | Ducado de Varsovia-Rawa (RAW-RAW) | Ducado de Varsovia-Rawa (RAW-RAW) | Ducado de Varsovia-Rawa (RAW-RAW) | Ducado de Varsovia-Rawa (RAW-RAW) | Ducado de Varsovia-Rawa (RAW-RAW) | Ducado de Varsovia-Rawa (RAW-RAW) | Ducado de Płock                | Ducado de Płock                | Ducado de Płock                |                                |                                |                      |                      |                      |
| 1349-1351    | Ducado de Varsovia                | Ducado de Varsovia                | Ducado de Varsovia                | Ducado de Varsovia                | Ducado de Varsovia                | Ducado de Rawa                    | Ducado de Rawa                    | Ducado de Płock                | Ducado de Płock                | Ducado de Płock                |                                |                                |                      |                      |                      |
| 1351-1355    | Ducado de Varsovia                | Ducado de Varsovia                | Ducado de Varsovia                | Ducado de Varsovia                | Ducado de Varsovia                | Ducado de Rawa                    | Ducado de Rawa                    | Anexionado a Polonia           | Anexionado a Polonia           | Anexionado a Polonia           |                                |                                |                      |                      |                      |
| 1355-1370    | Ducado de Varsovia-Rawa           | Ducado de Varsovia-Rawa           | Ducado de Varsovia-Rawa           | Ducado de Varsovia-Rawa           | Ducado de Varsovia-Rawa           | Ducado de Varsovia-Rawa           | Ducado de Varsovia-Rawa           | Anexionado a Polonia           | Anexionado a Polonia           | Anexionado a Polonia           |                                |                                |                      |                      |                      |
| 1370-1381    | Ducado de Mazovia                 | Ducado de Mazovia                 | Ducado de Mazovia                 | Ducado de Mazovia                 | Ducado de Mazovia                 | Ducado de Mazovia                 | Ducado de Mazovia                 | Ducado de Mazovia              | Ducado de Mazovia              | Ducado de Mazovia              |                                |                                |                      |                      |                      |
| 1381-1434    | Ducado de Varsovia                | Ducado de Varsovia                | Ducado de Varsovia                | Ducado de Płock-Rawa (PLO-RAW)    | Ducado de Płock-Rawa (PLO-RAW)    | Ducado de Płock-Rawa (PLO-RAW)    | Ducado de Płock-Rawa (PLO-RAW)    | Ducado de Płock-Rawa (PLO-RAW) | Ducado de Płock-Rawa (PLO-RAW) | Ducado de Płock-Rawa (PLO-RAW) | Ducado de Płock-Rawa (PLO-RAW) | Ducado de Płock-Rawa (PLO-RAW) |                      |                      |                      |
| 1434-1442/59 | Ducado de Varsovia                | Ducado de Varsovia                | Ducado de Varsovia                | Ducado de Serłz                   | Ducado de Serłz                   | Ducado de Rawa                    | Ducado de Rawa                    | Ducado de Rawa                 | Ducado de Płock                | Ducado de Płock                | Ducado de Płock                |                                |                      |                      |                      |
| 1442/59-1462 | Ducado de Varsovia                | Ducado de Varsovia                | Ducado de Varsovia                | Ducado de Płock-Rawa              | Ducado de Płock-Rawa              | Ducado de Płock-Rawa              | Ducado de Płock-Rawa              | Ducado de Płock-Rawa           | Ducado de Płock-Rawa           | Ducado de Płock-Rawa           | Ducado de Płock-Rawa           | Ducado de Płock-Rawa           | Ducado de Płock-Rawa | Ducado de Płock-Rawa | Ducado de Płock-Rawa |
| 1462-1471    | Ducado de Mazovia                 | Ducado de Mazovia                 | Ducado de Mazovia                 | Ducado de Mazovia                 | Ducado de Mazovia                 | Ducado de Mazovia                 | Ducado de Mazovia                 | Ducado de Mazovia              | Ducado de Mazovia              | Ducado de Mazovia              |                                |                                |                      |                      |                      |
| 1471-1488    | Ducado de Czersk                  | Ducado de Czersk                  | Ducado de Czersk                  | Ducado de Varsovia                | Ducado de Varsovia                | Ducado de Varsovia                | Ducado de Płock                   | Ducado de Płock                | Ducado de Płock                | Ducado de Płock                |                                |                                |                      |                      |                      |
| 1488-1495    | Ducado de Czersk-Varsovia         | Ducado de Czersk-Varsovia         | Ducado de Czersk-Varsovia         | Ducado de Czersk-Varsovia         | Ducado de Czersk-Varsovia         | Ducado de Czersk-Varsovia         | Ducado de Płock                   | Ducado de Płock                | Ducado de Płock                | Ducado de Płock                |                                |                                |                      |                      |                      |
| 1495-1526    | Ducado de Mazovia                 | Ducado de Mazovia                 | Ducado de Mazovia                 | Ducado de Mazovia                 | Ducado de Mazovia                 | Ducado de Mazovia                 | Ducado de Mazovia                 | Ducado de Mazovia              | Ducado de Mazovia              | Ducado de Mazovia              |                                |                                |                      |                      |                      |

### Duques de Mazovia (piastas)
| º                                       |                         |                                   |                                                                                   | | |
| --------------------------------------- | ----------------------- | --------------------------------- | --------------------------------------------------------------------------------- | --- | --- |
| Imagen                                  | Reinado                 | Parte                             | Nombre                                                                            | Matrimonio (hijos) | Notas |
|                                         | 1138-1173               | MAZ                               | Boleslaus (I) el Rizado (1125-5 de enero de 1173)                                 | • Viacheslava Vsevolodovna de Novgorod (1138, tres hijos) • Maria (después de 1160, sin hijos | Hijo de Bolesław III Wrymouth de Poland. También duque de Silesia y monarca de Polonia. |
|                                         | 1173-1186               | MAZ                               | Leszek I (1162-1186)                                                              | Soltero | Hijo de Boleslao IV el Rizado. |
|                                         | 1186-1194               | MAZ                               | Casimiro II el Justo (1138-5 de mayo de 1194)                                     | 1163 siete hijos | Hijo de Bolesław III Wrymouth de Poland. También monarca de Polonia. |
|                                         | 1194-1200               | MAZ                               | Helena de Moravia-Znojmo (regente) (1141-1202/06)                                 | 1163 siete hijos | Regente en nombre de su hijo . |
|                                         | 1194-1200               | MAZ                               | Leszek I el Blanco (1184/85-24 de noviembre de 1227)                              | Grimislava Ingvarevna de Lutsk (entre 1208 y 1211, tres hijos) | Hijo de Casimiro el Justo. También monarca de Polonia, después de su abdicación de Mazovia en su hermano Conrado, en 1200, poco después de alcanzar la mayoría . |
|                                         | 1200-1247               | MAZ                               | Conrado I (1187/88-31 de agosto de 1247)                                          | Agafia Yaroslavna de Peremyshl(entre 1207 y 1210, diez hijos) | Hijo de Casimiro el Justo. También monarca de Polonia. |
|                                         | 1247-1248               | MAZ                               | Boleslaus I (1208-25 de febrero de 1248)                                          | • Gertrude de Lower Silesia (1232, sin hijos) • Anastasia Alexandrovna de Belz (entre 1245 y julio de 1247, sin hijos) | Hijo de Conrado I. Fallecido sin descendientes. |
|                                         | 1248-1262               | MAZ                               | Siemowit I (1224/28-23 de junio de 1262)                                          | 1248, tres hijos | Hermano de Bolesław I. Muerto en una batalla contra los lituanos, quien también tomarona a su heredero prisionero. |
|                                         | 1262-1264               | MAZ                               | Pereyaslava Danilovna de Halych (regente) (antes de 1248-12 de abril de 1283)     | 1248, tres hijos | Regentes durante la cautividad de Conrado en Lituania. |
|                                         | 1262-1264               | MAZ                               | Boleslao el Piadoso, duque de Gran Polonia (regente) (1224/27-14 de mayo de 1279) | Yolanda de Hungría (1257, tres hijos) | Regentes durante la cautividad de Conrado en Lituania. |
|                                         | 1264-1275               | MAZ                               | Conrado II (1250-24 de junio de 1294 o 21 de diciembre de 1294)                   | Hedwig de Legnica (1265/70, un hijo) | Liberado después de dos años de cautiverio. En 1275 dividió la tierra con su hermano Bolesław. Después de la división del ducado él recibió Czersk. Su muerte sin herederos varones permitió que su hermano reunificara el Ducado. |
| 1275-1294                               | CZE                     |                                   | Conrado II (1250-24 de junio de 1294 o 21 de diciembre de 1294)                   | Hedwig de Legnica (1265/70, un hijo) | Liberado después de dos años de cautiverio. En 1275 dividió la tierra con su hermano Bolesław. Después de la división del ducado él recibió Czersk. Su muerte sin herederos varones permitió que su hermano reunificara el Ducado. |
|                                         | 1275-1294               | PLO                               | Boleslaus II (1253/58-20 de abril de 1313)                                        | • Gaudemantė Sophia de Lituania (1279, tres hijos) • Cunigunda de Bohemia (1291, divorciado 1302, dos hijos) | Reunificó el ducado después de la muerte de su hermano, pero después de su muerte Mazovia fue dividido de nuevo. |
| 1294-1313                               | MAZ                     |                                   | Boleslaus II (1253/58-20 de abril de 1313)                                        | • Gaudemantė Sophia de Lituania (1279, tres hijos) • Cunigunda de Bohemia (1291, divorciado 1302, dos hijos) | Reunificó el ducado después de la muerte de su hermano, pero después de su muerte Mazovia fue dividido de nuevo. |
|                                         | 1310-1313               | CZE                               | Trojden I (1284/86-13 de marzo de 1341)                                           | Maria Yurievna de Galicia-Volhynia (1309/10, cuatro hijos) | Hijo de Boleslaus II, retuvo Czersk durante la vida de su padre. Después de la muerte de Boleslaus, Trojden recibió más tierras en herencia e hizo de Varsovia su nueva capital. Puso a su propio hijo en el trono de Galicia-Volhynia. |
| 1313-1341                               | VAR                     |                                   | Trojden I (1284/86-13 de marzo de 1341)                                           | Maria Yurievna de Galicia-Volhynia (1309/10, cuatro hijos) | Hijo de Boleslaus II, retuvo Czersk durante la vida de su padre. Después de la muerte de Boleslaus, Trojden recibió más tierras en herencia e hizo de Varsovia su nueva capital. Puso a su propio hijo en el trono de Galicia-Volhynia. |
|                                         | 1313-1345               | RAW                               | Siemowit II (1283-18 de febrero de 1345)                                          | Soltero | Hijo de Boleslaus II, retuvo Rawa. Left no descendants y his duchy was inherited by his nephews Siemowit III y Casimiro I. |
|                                         | 1313-1336               | PLO                               | Wenceslaus I (1293/97-23 de mayo de 1336)                                         | Dannila Elisabeth de Lituania (1316, dos hijos) | Hijo de Boleslaus II, retuvo Płock. |
|                                         | 1336-1340               | PLO                               | Siemowit II, Duke de Rawa (regente) (1283-18 de febrero de 1345)                  | Soltero | Regentes en nombre de su sobrino , Bolesław III. |
|                                         | 1336-1340               | PLO                               | Trojden I, Duke de Warsaw (regente) (1284/6-13 de marzo de 1341)                  | Maria Yurievna de Galicia-Volhynia (1309/10, cuatro hijos) | Regentes en nombre de su sobrino , Bolesław III. |
|                                         | 1340-1351               | PLO                               | Boleslaus III (1322/30-20 de agosto de 1351)                                      | Soltero | Hijo de Wenceslaus. En 1351 Płock fue anexionado por el Reino de Polonia. |
| Anexión al Reino de Polonia (1351-1370) |                         |                                   |                                                                                   | | |
|                                         | 1341-1345               | VAR                               | Casimiro I (1329/31-26 de noviembre de 1355/5 de diciembre de 1355)               | Soltero | Hijos de Trojden I, gobernaron conjuntamente. En 1345 heredó Rawa. En 1349 dividió la tierra entre ellos: Siemowit recibió Varsovia y Casimiro Rawa. Después de la muerte de Casimiro sin descendientes en 1355, Siemowit reunió Mazovia. También llevó Płock a Polonia en 1370. Después de su muerte, el ducado se dividió nuevamente entre sus hijos Janusz I y Siemowit IV. |
| 1345-1349                               | Varsovia y Rawa         |                                   | Casimiro I (1329/31-26 de noviembre de 1355/5 de diciembre de 1355)               | Soltero | Hijos de Trojden I, gobernaron conjuntamente. En 1345 heredó Rawa. En 1349 dividió la tierra entre ellos: Siemowit recibió Varsovia y Casimiro Rawa. Después de la muerte de Casimiro sin descendientes en 1355, Siemowit reunió Mazovia. También llevó Płock a Polonia en 1370. Después de su muerte, el ducado se dividió nuevamente entre sus hijos Janusz I y Siemowit IV. |
| 1349-1355                               | RAW                     |                                   | Casimiro I (1329/31-26 de noviembre de 1355/5 de diciembre de 1355)               | Soltero | Hijos de Trojden I, gobernaron conjuntamente. En 1345 heredó Rawa. En 1349 dividió la tierra entre ellos: Siemowit recibió Varsovia y Casimiro Rawa. Después de la muerte de Casimiro sin descendientes en 1355, Siemowit reunió Mazovia. También llevó Płock a Polonia en 1370. Después de su muerte, el ducado se dividió nuevamente entre sus hijos Janusz I y Siemowit IV. |
|                                         | 1341-1345               | VAR                               | Siemowit III (1320-16 de junio de 1381)                                           | • Euphemia de Opava (1335, cinco hijos) • Anna de Ziębice (c.1360, tres hijos) | Hijos de Trojden I, gobernaron conjuntamente. En 1345 heredó Rawa. En 1349 dividió la tierra entre ellos: Siemowit recibió Varsovia y Casimiro Rawa. Después de la muerte de Casimiro sin descendientes en 1355, Siemowit reunió Mazovia. También llevó Płock a Polonia en 1370. Después de su muerte, el ducado se dividió nuevamente entre sus hijos Janusz I y Siemowit IV. |
| 1345-1349                               | Varsovia y Rawa         |                                   | Siemowit III (1320-16 de junio de 1381)                                           | • Euphemia de Opava (1335, cinco hijos) • Anna de Ziębice (c.1360, tres hijos) | Hijos de Trojden I, gobernaron conjuntamente. En 1345 heredó Rawa. En 1349 dividió la tierra entre ellos: Siemowit recibió Varsovia y Casimiro Rawa. Después de la muerte de Casimiro sin descendientes en 1355, Siemowit reunió Mazovia. También llevó Płock a Polonia en 1370. Después de su muerte, el ducado se dividió nuevamente entre sus hijos Janusz I y Siemowit IV. |
| 1349-1355                               | VAR                     |                                   | Siemowit III (1320-16 de junio de 1381)                                           | • Euphemia de Opava (1335, cinco hijos) • Anna de Ziębice (c.1360, tres hijos) | Hijos de Trojden I, gobernaron conjuntamente. En 1345 heredó Rawa. En 1349 dividió la tierra entre ellos: Siemowit recibió Varsovia y Casimiro Rawa. Después de la muerte de Casimiro sin descendientes en 1355, Siemowit reunió Mazovia. También llevó Płock a Polonia en 1370. Después de su muerte, el ducado se dividió nuevamente entre sus hijos Janusz I y Siemowit IV. |
| 1355-1381                               | MAZ                     |                                   | Siemowit III (1320-16 de junio de 1381)                                           | • Euphemia de Opava (1335, cinco hijos) • Anna de Ziębice (c.1360, tres hijos) | Hijos de Trojden I, gobernaron conjuntamente. En 1345 heredó Rawa. En 1349 dividió la tierra entre ellos: Siemowit recibió Varsovia y Casimiro Rawa. Después de la muerte de Casimiro sin descendientes en 1355, Siemowit reunió Mazovia. También llevó Płock a Polonia en 1370. Después de su muerte, el ducado se dividió nuevamente entre sus hijos Janusz I y Siemowit IV. |
|                                         | 1381-1429               | VAR                               | John I the Elder (1347/52-8 de diciembre de 1429)                                 | Danutė Anna de Lituania (1371/73, cuatro hijos) | Hijo de Siemowit III, desde 1386 vasallo hereditario de Polonia, después de 1391 duque de Podlasia. Aun con la división, el ducado de Czersk permaneció anexado al ducado de Varsovia. |
|                                         | 1381-1426               | PLO-RAW                           | Siemowit IV el Joven (1353/6-21 de enero de 1426)                                 | Alexandra de Lituania (1387, trece hijos) | Hijo de Siemowit III. Desde 1386, fue vasallo hereditario de Polonia y, aunque perdió gran parte de su dominio ante la Orden Teutónica en 1382 (Wizna, Zawkrze, Płońsk), ganó otros ducados (Belz) de Polonia. |
|                                         | 1426-1427               | PLO-RAW                           | Trojden II (1403/6-25 de julio de 1427)                                           | Soltero | Hijos de Siemowit IV, gobernaron conjuntamente. En 1434, los tres hermanos supervivientes dividieron la tierra: Siemowit recibió Rawa, Casimiro recibió Bełz, y Ladislaus recibió a Płock. La muerte de Siemowit y Casimiro en 1442, ambos sin descendencia, permitió a Ladislao reunir la herencia de su padre. I |
|                                         | 1426-1434               | PLO-RAW                           | Siemowit V (1389-17 de febrero de 1442)                                           | Margareta de Opava-Ráciborz (entre 15 de octubre de 1434 y 17 de febrero de 1437, un hijo) | Hijos de Siemowit IV, gobernaron conjuntamente. En 1434, los tres hermanos supervivientes dividieron la tierra: Siemowit recibió Rawa, Casimiro recibió Bełz, y Ladislaus recibió a Płock. La muerte de Siemowit y Casimiro en 1442, ambos sin descendencia, permitió a Ladislao reunir la herencia de su padre. I |
| 1434-1442                               | RAW                     |                                   | Siemowit V (1389-17 de febrero de 1442)                                           | Margareta de Opava-Ráciborz (entre 15 de octubre de 1434 y 17 de febrero de 1437, un hijo) | Hijos de Siemowit IV, gobernaron conjuntamente. En 1434, los tres hermanos supervivientes dividieron la tierra: Siemowit recibió Rawa, Casimiro recibió Bełz, y Ladislaus recibió a Płock. La muerte de Siemowit y Casimiro en 1442, ambos sin descendencia, permitió a Ladislao reunir la herencia de su padre. I |
|                                         | 1426-1434               | PLO-RAW                           | Casimiro II (1401/03-15 de septiembre de 1442)                                    | Margareta Szamotuły (26 de junio de 1442, sin hijos) | Hijos de Siemowit IV, gobernaron conjuntamente. En 1434, los tres hermanos supervivientes dividieron la tierra: Siemowit recibió Rawa, Casimiro recibió Bełz, y Ladislaus recibió a Płock. La muerte de Siemowit y Casimiro en 1442, ambos sin descendencia, permitió a Ladislao reunir la herencia de su padre. I |
| 1434-1442                               | Bełz                    |                                   | Casimiro II (1401/03-15 de septiembre de 1442)                                    | Margareta Szamotuły (26 de junio de 1442, sin hijos) | Hijos de Siemowit IV, gobernaron conjuntamente. En 1434, los tres hermanos supervivientes dividieron la tierra: Siemowit recibió Rawa, Casimiro recibió Bełz, y Ladislaus recibió a Płock. La muerte de Siemowit y Casimiro en 1442, ambos sin descendencia, permitió a Ladislao reunir la herencia de su padre. I |
|                                         | 1426-1434               | PLO-RAW                           | Ladislaus I (1406/9-11 de diciembre de 1455 o 12 de diciembre de 1455)            | Anna de Oleśnica (1444, dos hijos) | Hijos de Siemowit IV, gobernaron conjuntamente. En 1434, los tres hermanos supervivientes dividieron la tierra: Siemowit recibió Rawa, Casimiro recibió Bełz, y Ladislaus recibió a Płock. La muerte de Siemowit y Casimiro en 1442, ambos sin descendencia, permitió a Ladislao reunir la herencia de su padre. I |
| 1434-1442                               | PLO                     |                                   |                                                                                   | Anna de Oleśnica (1444, dos hijos) | Hijos de Siemowit IV, gobernaron conjuntamente. En 1434, los tres hermanos supervivientes dividieron la tierra: Siemowit recibió Rawa, Casimiro recibió Bełz, y Ladislaus recibió a Płock. La muerte de Siemowit y Casimiro en 1442, ambos sin descendencia, permitió a Ladislao reunir la herencia de su padre. I |
| 1442-1455                               | Płock, Bełz y Rawa-Rawa |                                   |                                                                                   | Anna de Oleśnica (1444, dos hijos) | Hijos de Siemowit IV, gobernaron conjuntamente. En 1434, los tres hermanos supervivientes dividieron la tierra: Siemowit recibió Rawa, Casimiro recibió Bełz, y Ladislaus recibió a Płock. La muerte de Siemowit y Casimiro en 1442, ambos sin descendencia, permitió a Ladislao reunir la herencia de su padre. I |
|                                         | 1429-1436               | VAR                               | Anna de Lituania (regente) (c.1390?-3 de mayo de 1458 o 1 de agosto de 1458)      | Bolesław Januszowic, heir de Warsaw (1412, tres hijos) | Nuera de Janusz I el Mayor; regente en nombre de su hijo. |
|                                         | 1436-1454               | VAR                               | Boleslaus IV (1421-10 de septiembre de 1454)                                      | Barbara Olelkovna de Slutsk-Kapy (1440/45, diez hijos) | |
|                                         | 1442-1459               | Rawa-Gostynin                     | Margareta de Opava-Ráciborz (1410-5 de julio de 1459)                             | Siemowit V (entre 15 de octubre de 1434 y 17 de febrero de 1437, un hijo) | Recibió Gostynin como herencia de su marido. Después de su muerte, su parte se reincorporó a Płock. |
|                                         | 1455-1459               | PLO-RAW                           | Anna de Oleśnica (regente) (1425?-después de 15 de agosto de 1482)                | Władysław I (1444, dos hijos) | Regentes en nombre de los hijos de Anna. |
|                                         | 1455-1459               | PLO-RAW                           | Paul Giżycki, obispo de Płock (regente) (1400-28 de enero de 1463)                | Soltero | Regentes en nombre de los hijos de Anna. |
|                                         | 1459-1462               | Płock y Ra dewa (Rawa y Gostynin) | Siemowit VI (2 de enero de 1446-31 de diciembre de 1461/1 de enero de 1462)       | Soltero | Hijos de Ladislaus I, gobernaron conjuntamente. En 1459 heredó Gostynin de su tía Margareta. Después de sus muertes, Mazovia fue nuevamente reunido por los hHijos de Boleslaus IV. |
|                                         | 1459-1462               | Płock y Rawa (Rawa y Gostynin)    | Ladislaus II (31 de octubre de 1448-27 de febrero de 1462)                        | Soltero | Hijos de Ladislaus I, gobernaron conjuntamente. En 1459 heredó Gostynin de su tía Margareta. Después de sus muertes, Mazovia fue nuevamente reunido por los hHijos de Boleslaus IV. |
|                                         | 1454-1462               | VAR                               | Barbara Olelkovna de Slutsk-Kapy (regente) (1421-10 de septiembre de 1454)        | Bolesław IV (1440/45, diez hijos) | Regentes en nombre de los hijos de Barbara. |
|                                         | 1454-1462               | VAR                               | Paul Giżycki, obispo de Płock (regente) (1400-28 de enero de 1463)                | | Regentes en nombre de los hijos de Barbara. |
|                                         | 1462                    | VAR                               | Casimiro III (10 de junio de 1448/8 de junio de 1449-9 de junio de 1480)          | Soltero | Hijos de Boleslaus IV, gobernaron conjuntamente. En 1462 heredaron el resto de Mazovia, reuniendo el Ducado. Sin embargo, en 1471 hicieron nuevas particiones: Casimiro recibió Płock, sin embargo en 1475 abdicó de sus tierras para su hermano Janusz, que no tenía ninguna parte de la tierra desde 1471; Conrado recibió Czersk y Boleslaus Varsovia, que fue reunida con Czersk por Conrado después de la muerte de Boleslaus en 1488. En 1495, como último hermano sobreviviente en el poder, reunió definitivamente a toda Mazovia. |
| 1462-1471                               | MAZ                     |                                   | Casimiro III (10 de junio de 1448/8 de junio de 1449-9 de junio de 1480)          | Soltero | Hijos de Boleslaus IV, gobernaron conjuntamente. En 1462 heredaron el resto de Mazovia, reuniendo el Ducado. Sin embargo, en 1471 hicieron nuevas particiones: Casimiro recibió Płock, sin embargo en 1475 abdicó de sus tierras para su hermano Janusz, que no tenía ninguna parte de la tierra desde 1471; Conrado recibió Czersk y Boleslaus Varsovia, que fue reunida con Czersk por Conrado después de la muerte de Boleslaus en 1488. En 1495, como último hermano sobreviviente en el poder, reunió definitivamente a toda Mazovia. |
| 1471-1475                               | PLO                     |                                   | Casimiro III (10 de junio de 1448/8 de junio de 1449-9 de junio de 1480)          | Soltero | Hijos de Boleslaus IV, gobernaron conjuntamente. En 1462 heredaron el resto de Mazovia, reuniendo el Ducado. Sin embargo, en 1471 hicieron nuevas particiones: Casimiro recibió Płock, sin embargo en 1475 abdicó de sus tierras para su hermano Janusz, que no tenía ninguna parte de la tierra desde 1471; Conrado recibió Czersk y Boleslaus Varsovia, que fue reunida con Czersk por Conrado después de la muerte de Boleslaus en 1488. En 1495, como último hermano sobreviviente en el poder, reunió definitivamente a toda Mazovia. |
|                                         | 1462                    | VAR                               | Boleslaus V (c.1453-27 de abril de 1488)                                          | Anna Radzanów (morganatico, anulado en 1480) (20 de julio de 1477, sin hijos) | Hijos de Boleslaus IV, gobernaron conjuntamente. En 1462 heredaron el resto de Mazovia, reuniendo el Ducado. Sin embargo, en 1471 hicieron nuevas particiones: Casimiro recibió Płock, sin embargo en 1475 abdicó de sus tierras para su hermano Janusz, que no tenía ninguna parte de la tierra desde 1471; Conrado recibió Czersk y Boleslaus Varsovia, que fue reunida con Czersk por Conrado después de la muerte de Boleslaus en 1488. En 1495, como último hermano sobreviviente en el poder, reunió definitivamente a toda Mazovia. |
| 1462-1471                               | MAZ                     |                                   | Boleslaus V (c.1453-27 de abril de 1488)                                          | Anna Radzanów (morganatico, anulado en 1480) (20 de julio de 1477, sin hijos) | Hijos de Boleslaus IV, gobernaron conjuntamente. En 1462 heredaron el resto de Mazovia, reuniendo el Ducado. Sin embargo, en 1471 hicieron nuevas particiones: Casimiro recibió Płock, sin embargo en 1475 abdicó de sus tierras para su hermano Janusz, que no tenía ninguna parte de la tierra desde 1471; Conrado recibió Czersk y Boleslaus Varsovia, que fue reunida con Czersk por Conrado después de la muerte de Boleslaus en 1488. En 1495, como último hermano sobreviviente en el poder, reunió definitivamente a toda Mazovia. |
| 1471-1488                               | VAR                     |                                   | Boleslaus V (c.1453-27 de abril de 1488)                                          | Anna Radzanów (morganatico, anulado en 1480) (20 de julio de 1477, sin hijos) | Hijos de Boleslaus IV, gobernaron conjuntamente. En 1462 heredaron el resto de Mazovia, reuniendo el Ducado. Sin embargo, en 1471 hicieron nuevas particiones: Casimiro recibió Płock, sin embargo en 1475 abdicó de sus tierras para su hermano Janusz, que no tenía ninguna parte de la tierra desde 1471; Conrado recibió Czersk y Boleslaus Varsovia, que fue reunida con Czersk por Conrado después de la muerte de Boleslaus en 1488. En 1495, como último hermano sobreviviente en el poder, reunió definitivamente a toda Mazovia. |
|                                         | 1462                    | VAR                               | John II (1455-16 de febrero de 1495)                                              | Soltero | Hijos de Boleslaus IV, gobernaron conjuntamente. En 1462 heredaron el resto de Mazovia, reuniendo el Ducado. Sin embargo, en 1471 hicieron nuevas particiones: Casimiro recibió Płock, sin embargo en 1475 abdicó de sus tierras para su hermano Janusz, que no tenía ninguna parte de la tierra desde 1471; Conrado recibió Czersk y Boleslaus Varsovia, que fue reunida con Czersk por Conrado después de la muerte de Boleslaus en 1488. En 1495, como último hermano sobreviviente en el poder, reunió definitivamente a toda Mazovia. |
| 1462-1471                               | MAZ                     |                                   | John II (1455-16 de febrero de 1495)                                              | Soltero | Hijos de Boleslaus IV, gobernaron conjuntamente. En 1462 heredaron el resto de Mazovia, reuniendo el Ducado. Sin embargo, en 1471 hicieron nuevas particiones: Casimiro recibió Płock, sin embargo en 1475 abdicó de sus tierras para su hermano Janusz, que no tenía ninguna parte de la tierra desde 1471; Conrado recibió Czersk y Boleslaus Varsovia, que fue reunida con Czersk por Conrado después de la muerte de Boleslaus en 1488. En 1495, como último hermano sobreviviente en el poder, reunió definitivamente a toda Mazovia. |
| 1475-1495                               | PLO                     |                                   | John II (1455-16 de febrero de 1495)                                              | Soltero | Hijos de Boleslaus IV, gobernaron conjuntamente. En 1462 heredaron el resto de Mazovia, reuniendo el Ducado. Sin embargo, en 1471 hicieron nuevas particiones: Casimiro recibió Płock, sin embargo en 1475 abdicó de sus tierras para su hermano Janusz, que no tenía ninguna parte de la tierra desde 1471; Conrado recibió Czersk y Boleslaus Varsovia, que fue reunida con Czersk por Conrado después de la muerte de Boleslaus en 1488. En 1495, como último hermano sobreviviente en el poder, reunió definitivamente a toda Mazovia. |
|                                         | 1462                    | VAR                               | Conrad III the Red (1447/8-28 de octubre de 1503)                                 | • Magdalena Stawrot (morganático) (1468/70, sin hijos) • desconocida (morganático) (antes de 20 de julio de 1477, divorciado 1493?, sin hijos) • Anna Radziwiłł (entre 29 de septiembre de 1496 y 2 de abril de 1497, cuatro hijos) | Hijos de Boleslaus IV, gobernaron conjuntamente. En 1462 heredaron el resto de Mazovia, reuniendo el Ducado. Sin embargo, en 1471 hicieron nuevas particiones: Casimiro recibió Płock, sin embargo en 1475 abdicó de sus tierras para su hermano Janusz, que no tenía ninguna parte de la tierra desde 1471; Conrado recibió Czersk y Boleslaus Varsovia, que fue reunida con Czersk por Conrado después de la muerte de Boleslaus en 1488. En 1495, como último hermano sobreviviente en el poder, reunió definitivamente a toda Mazovia. |
| 1462-1471                               | MAZ                     |                                   | Conrad III the Red (1447/8-28 de octubre de 1503)                                 | • Magdalena Stawrot (morganático) (1468/70, sin hijos) • desconocida (morganático) (antes de 20 de julio de 1477, divorciado 1493?, sin hijos) • Anna Radziwiłł (entre 29 de septiembre de 1496 y 2 de abril de 1497, cuatro hijos) | Hijos de Boleslaus IV, gobernaron conjuntamente. En 1462 heredaron el resto de Mazovia, reuniendo el Ducado. Sin embargo, en 1471 hicieron nuevas particiones: Casimiro recibió Płock, sin embargo en 1475 abdicó de sus tierras para su hermano Janusz, que no tenía ninguna parte de la tierra desde 1471; Conrado recibió Czersk y Boleslaus Varsovia, que fue reunida con Czersk por Conrado después de la muerte de Boleslaus en 1488. En 1495, como último hermano sobreviviente en el poder, reunió definitivamente a toda Mazovia. |
| 1471-1488                               | CZE                     |                                   | Conrad III the Red (1447/8-28 de octubre de 1503)                                 | • Magdalena Stawrot (morganático) (1468/70, sin hijos) • desconocida (morganático) (antes de 20 de julio de 1477, divorciado 1493?, sin hijos) • Anna Radziwiłł (entre 29 de septiembre de 1496 y 2 de abril de 1497, cuatro hijos) | Hijos de Boleslaus IV, gobernaron conjuntamente. En 1462 heredaron el resto de Mazovia, reuniendo el Ducado. Sin embargo, en 1471 hicieron nuevas particiones: Casimiro recibió Płock, sin embargo en 1475 abdicó de sus tierras para su hermano Janusz, que no tenía ninguna parte de la tierra desde 1471; Conrado recibió Czersk y Boleslaus Varsovia, que fue reunida con Czersk por Conrado después de la muerte de Boleslaus en 1488. En 1495, como último hermano sobreviviente en el poder, reunió definitivamente a toda Mazovia. |
| 1488-1495                               | CZE y VAR               |                                   | Conrad III the Red (1447/8-28 de octubre de 1503)                                 | • Magdalena Stawrot (morganático) (1468/70, sin hijos) • desconocida (morganático) (antes de 20 de julio de 1477, divorciado 1493?, sin hijos) • Anna Radziwiłł (entre 29 de septiembre de 1496 y 2 de abril de 1497, cuatro hijos) | Hijos de Boleslaus IV, gobernaron conjuntamente. En 1462 heredaron el resto de Mazovia, reuniendo el Ducado. Sin embargo, en 1471 hicieron nuevas particiones: Casimiro recibió Płock, sin embargo en 1475 abdicó de sus tierras para su hermano Janusz, que no tenía ninguna parte de la tierra desde 1471; Conrado recibió Czersk y Boleslaus Varsovia, que fue reunida con Czersk por Conrado después de la muerte de Boleslaus en 1488. En 1495, como último hermano sobreviviente en el poder, reunió definitivamente a toda Mazovia. |
| 1495-1503                               | MAZ                     |                                   | Conrad III the Red (1447/8-28 de octubre de 1503)                                 | • Magdalena Stawrot (morganático) (1468/70, sin hijos) • desconocida (morganático) (antes de 20 de julio de 1477, divorciado 1493?, sin hijos) • Anna Radziwiłł (entre 29 de septiembre de 1496 y 2 de abril de 1497, cuatro hijos) | Hijos de Boleslaus IV, gobernaron conjuntamente. En 1462 heredaron el resto de Mazovia, reuniendo el Ducado. Sin embargo, en 1471 hicieron nuevas particiones: Casimiro recibió Płock, sin embargo en 1475 abdicó de sus tierras para su hermano Janusz, que no tenía ninguna parte de la tierra desde 1471; Conrado recibió Czersk y Boleslaus Varsovia, que fue reunida con Czersk por Conrado después de la muerte de Boleslaus en 1488. En 1495, como último hermano sobreviviente en el poder, reunió definitivamente a toda Mazovia. |
|                                         | 1503-1518               | MAZ                               | Anna Radziwiłł (regente) (1475/76-15 de marzo de 1522)                            | Conrad III (entre 29 de septiembre de 1496 y 2 de abril de 1497, cuatro hijos) | Regente en nombre de sus hijos. |
|                                         | 1518-1526               | MAZ                               | John III (27 de septiembre de 1502-9/10 de marzo de 1526)                         | Soltero | Hijos de Conrado III, gobernaron conjuntamente. |
|                                         | 1518-1524               | MAZ                               | Stanisław I (17 de mayo de 1501-8 de agosto de 1524)                              | Soltero | Hijos de Conrado III, gobernaron conjuntamente. |
|                                         | 1526                    | MAZ                               | Anna (c.1498- después de 26 de enero de 1557)                                     | Stanisław Odrowąż 1536 un hijo | El último piasta mazoviano. Hermana de Stanislaus y John III, Anna fue elegida duquesa por los nobles para mantener la independencia del Ducado. No tuvo éxito, porque, en el mismo año, Mazovia fue anexada al Reino de Polonia. |

- Datos: Q2361927
- Multimedia: Duchy of Masovia / Q2361927